# Venera 5
Venera 5 (tiếng Nga: Венера-5 có nghĩa là Sao Kim 5) là một tàu vũ trụ thăm dò không gian trong chương trình Venera không gian của Liên Xô cho việc thăm dò sao Kim.
Venera 5 được phóng lên sao Kim để thu thập dữ liệu về bầu khí quyển của hành tinh này. Tàu vũ trụ này rất giống với Venera 4 mặc dù nó là một thiết kế mạnh mẽ hơn. Cuộc phóng được tiến hành bằng tên lửa Molniya-M, bay từ sân bay vũ trụ Baikonur.
Khi tiếp cận bầu khí quyển của sao Kim, một khối nặng 405 kg (893 lb) và chứa các dụng cụ khoa học đã được đẩy tách ra khỏi phi thuyền chính. Trong thời gian vệ tinh đi về phía bề mặt của sao Kim, một chiếc dù được mở để làm chậm tốc độ đi xuống. Trong 53 phút vào ngày 16 tháng 5 năm 1969, khi khối viên nang này còn treo trên dù, dữ liệu từ bầu không khí sao Kim đã được gửi trả lại tàu. [1] Vị trí của nơi đáp xuống là 3°S 18 ° E. Tàu vũ trụ cũng mang theo một huy chương mang Huy hiệu Nhà nước của Liên bang Xô viết và một bức phù điêu của Lenin đưa xuống nửa tối của sao Kim.
Với kết quả từ Venera 4, các tàu vũ trụ hạ cánh Venera 5 và Venera 6 chứa các thí nghiệm phân tích hóa học mới được điều chỉnh để cung cấp các phép đo chính xác hơn về các thành phần của khí quyển. Biết được bầu không khí của sao Kim đặc biệt dày đặc, dù của khối nang cũng được làm nhỏ nên viên nang sẽ đạt đến lúc bị nghiền nát hoàn toàn trước khi hết điện cung cấp (như Venera 4 đã làm).